# Camino de Beniel
El Camino de Beniel, también llamado la Cruz Cubierta por su iglesia, es una pedanía del municipio español de Orihuela, en la comarca de la Vega Baja del Segura, en la provincia de Alicante. Cuenta con 817 habitantes. Además es un camino muy transitado por corredores y ciclistas, ya que se han hecho algunos maratones.